# Gao Pei
Gao Pei (? - janvier 213), général sous Liu Zhang. Considéré comme un officier notable, il fut placé, avec Yang Huai, à Baishui contre les positions de Zhang Lu. Ils furent ensuite envoyés défendre la Passe de la Rivière Fu afin de prévenir une mutinerie de la part de Liu Bei. Lorsque celui-ci passa par Fucheng, prétextant quitter la région pour ainsi mieux défendre la province de Jing contre Cao Cao, Gao Pei proposa un plan pour assassiner Liu Bei. Cependant, Pang Tong mit en garde Liu Bei et leur tentative échoua. Liu Bei ordonna donc son exécution et la Passe de la Rivière Fu tomba, tout comme la ville de Fucheng, qui fut également conquise.